# San-Gavino-di-Fiumorbo
San-Gavino-di-Fiumorbo é uma comuna francesa na região administrativa de Córsega, no departamento da Alta Córsega. Estende-se por uma área de 22,17 km². 